# 스노벨트

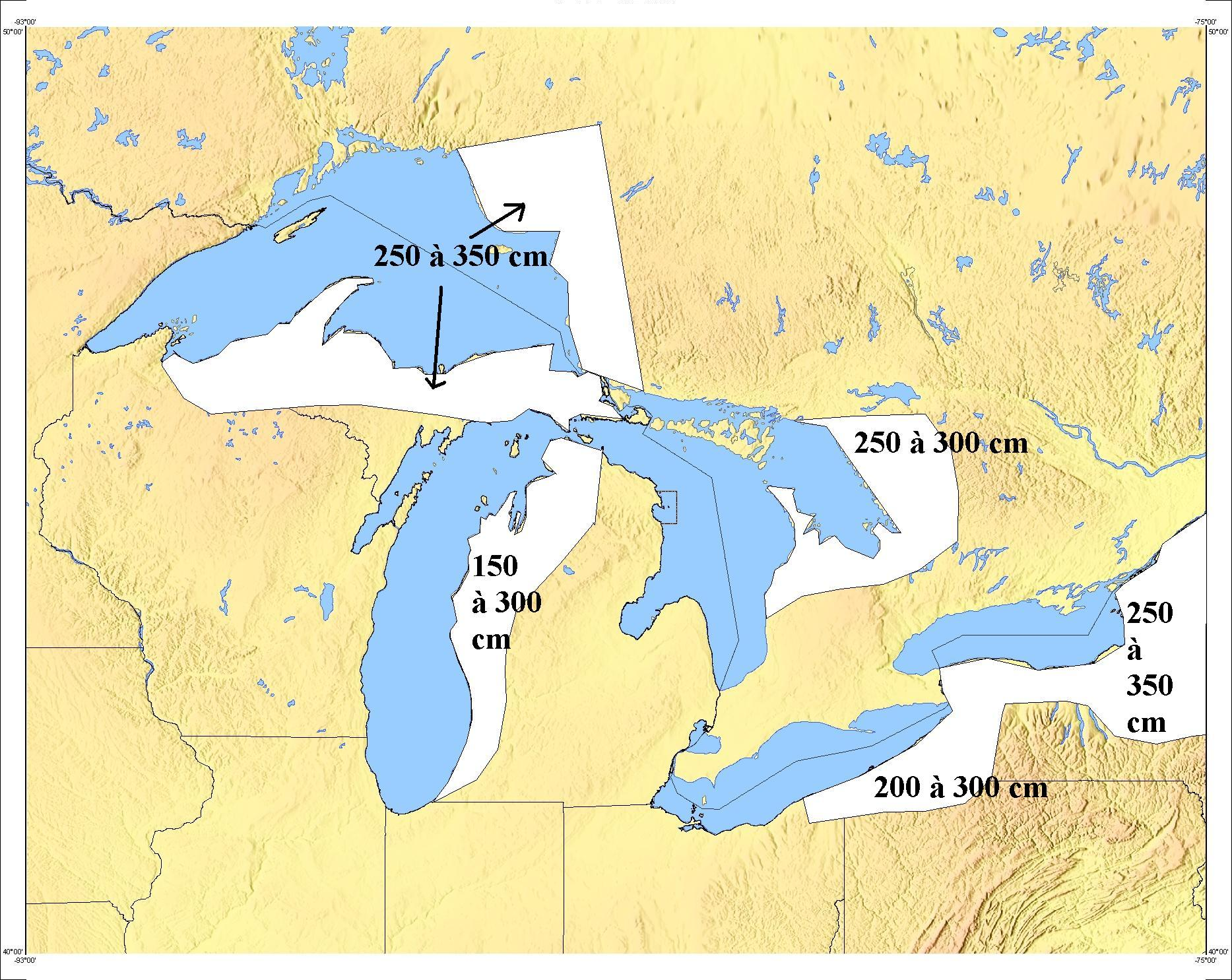

스노벨트(영어: Snowbelt/Snow Belt, Frostbelt/Frost Belt)는 미국 북동부 지역 오대호 근처의 대설지대를 의미하는 말이다. 스노벨트는 일반적으로 호수의 바람이 부는 쪽, 주로 동쪽과 남쪽 해안에서 발견된다.

## 원인
호수 효과 눈은 찬 공기가 따뜻한 물 위를 이동할 때 발생하며, 나중에 공기가 육지 위로 이동하고 냉각될 때 눈으로 침전되는 습기를 흡수한다. 공기 온도가 수온보다 낮거나 호수가 얼어붙을 때까지 겨울 내내 호수는 눈보라와 지속적으로 흐린 하늘을 만든다.